# Sergei Kuschugetowitsch Schoigu

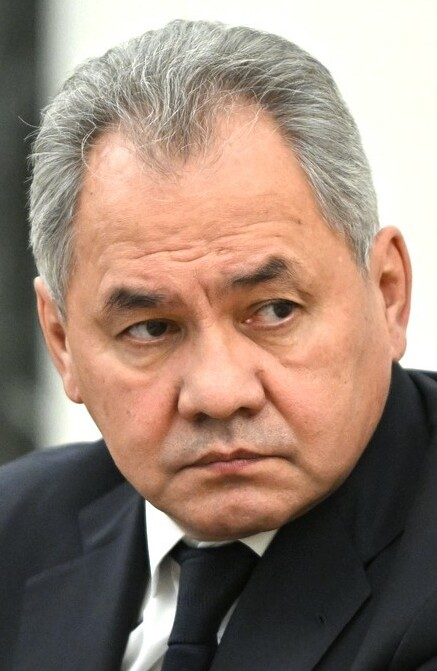
Sergei Schoigu (2022)

Sergei Kuschugetowitsch Schoigu (russisch Сергей Кужугетович Шойгу, tuwinisch Сергей Күжүгет оглу Шойгу; * 21. Mai 1955 in Tschadan, Tuwinisches Autonomes Gebiet, Russische Sozialistische Föderative Sowjetrepublik, Sowjetunion) ist ein russischer Politiker und Armeegeneral.
Von 1994 bis 2012 war er Minister für Katastrophenschutz der Russischen Föderation. Vom Mai 2012 bis November 2012 war er Gouverneur der Oblast Moskau.
Von November 2012 bis Mai 2024 war er Verteidigungsminister. Unter seiner ministeriellen Führung überfiel Russland die Ukraine im Februar 2022. Seit Mai 2024 ist Schoigu Sekretär des Sicherheitsrates der Russischen Föderation.
Im Juni 2024 erließ der Internationale Strafgerichtshof Haftbefehl wegen möglicher Kriegsverbrechen und Verbrechen gegen die Menschlichkeit.

## Leben

### Karriere bis 1990
Schoigu, Sohn des tuwinischen Journalisten und Politikers Kuschuget Schoigu (1921–2010) und einer russischen Mutter, ist von Beruf Bauingenieur. Seine ältere Schwester Larissa Schoigu (1953–2021) war von 2007 bis zu ihrem Tod Abgeordnete für Einiges Russland der russischen Duma. Nach Abschluss seines Studiums im Jahre 1977 arbeitete er zunächst in diesem Beruf, von 1988 bis 1989 war er Funktionär der KPdSU in Abakan, von 1989 bis 1990 Inspektor des KPdSU-Bezirkskomitees von Krasnojarsk. 1990 wurde er nach Moskau berufen, wo er stellvertretender Leiter des staatlichen Komitees für Architektur und Baufragen der Russischen Föderation wurde.

### Leitungsfunktionen im Zivilschutz 1991–2012
Im Mai 1991 wurde er zum Leiter des Zivilschutzkorps, das im November desselben Jahres in „Staatliches Komitee für Notstandssituationen“ umbenannt wurde.
Am 31. Januar 1994 wurde Schoigu Mitglied des Nationalen Sicherheitsrates und am 20. November desselben Jahres Minister für Zivilverteidigung, Notstandssituationen und die Beseitigung der Folgen von Naturkatastrophen.
Im Jahr 1999 erhielt er für seine Tätigkeit die höchste staatliche Auszeichnung Held der Russischen Föderation und wurde zum Generaloberst befördert.
Im Mai 2003 wurde Schoigu zum Armeegeneral befördert. Ebenfalls 2003 trat er öffentlich für die Einführung einer Wahlpflicht ein. Er sprach sich dafür aus, denjenigen die russische Staatsbürgerschaft zu entziehen, die sich dreimal hintereinander nicht an den Wahlen beteiligen. Bürgerrechtler forderten daraufhin seine Ablösung als Minister für Zivilschutz.

### Parteifunktionär und Gouverneur
Im September 1999 gehörte er zu den Begründern der Partei Jedinstwo (Einheit), die bei den Parlamentswahlen von 1999 auf 23 Prozent der Stimmen kam und die Wahl von Wladimir Putin zum Präsidenten unterstützte. Sie ging im Dezember 2001 in der neuen Partei Einiges Russland auf.
Am 4. April 2012 wurde Schoigu von der Partei „Einiges Russland“ für den Posten des Gouverneurs in der Oblast Moskau vorgeschlagen. Am 5. April 2012 wurde er von der Duma der Oblast Moskau einstimmig zum neuen Gouverneur gewählt.
Dieses Amt trat Schoigu am 11. Mai 2012 offiziell an und löste seinen Vorgänger, Boris Gromow, der aus Altersgründen nicht mehr antrat, ab. Damit endete auch seine Amtszeit als Zivilschutzminister.

### Verteidigungsminister 2012 bis 2024

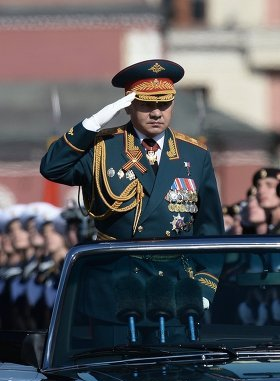
Schoigu nimmt die Siegesparade zum 9. Mai ab, 2014

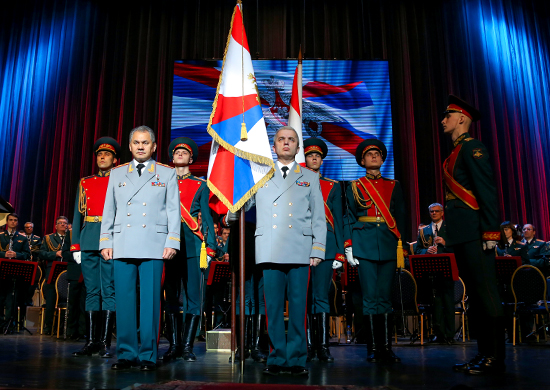
Schoigu (links) mit Michail Misinzew (Mitte), 2014

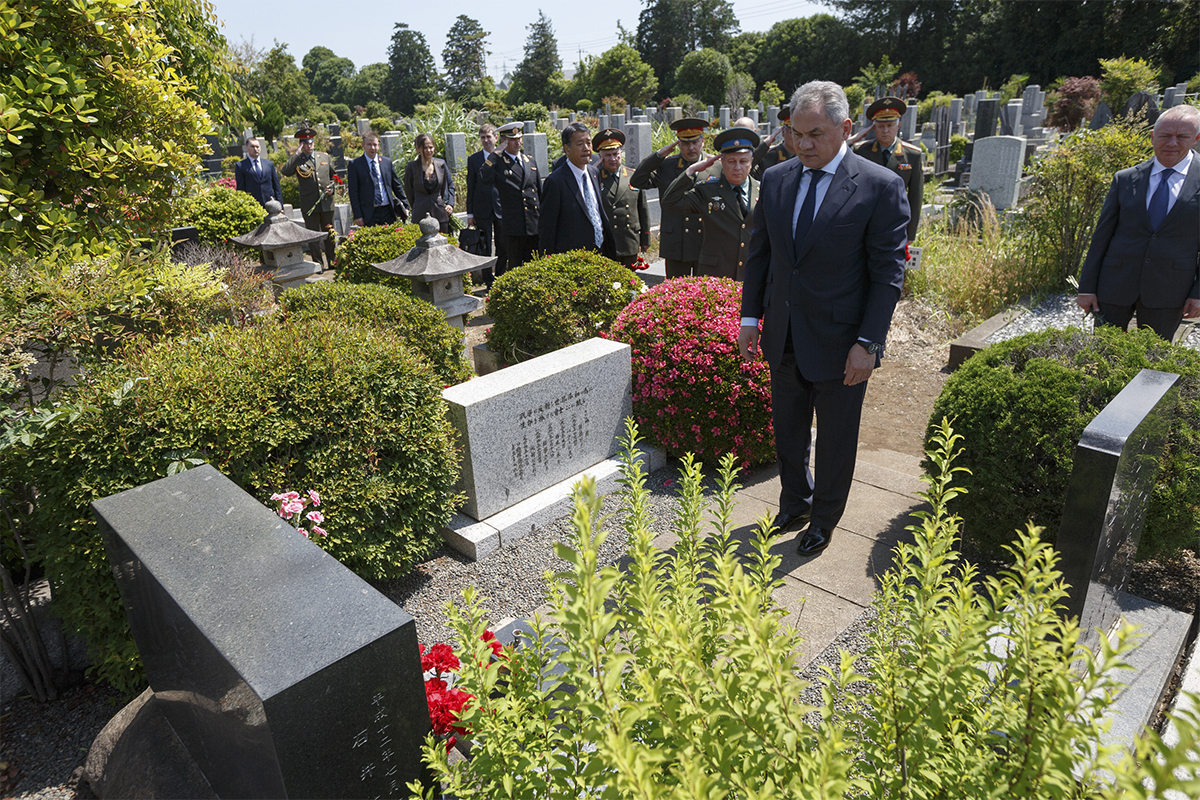
Schoigu besucht das Grab Richard Sorges in Tokio, 2019

Am 6. November 2012 wurde Schoigu zum russischen Verteidigungsminister ernannt, nachdem Präsident Wladimir Putin den bisherigen Verteidigungsminister Anatoli Serdjukow wegen eines Immobilienskandals entlassen hatte. Seither ist er auch Vorsitzender des Rates der Verteidigungsminister der Gemeinschaft Unabhängiger Staaten.
Auf Schoigus Initiative hin wurde im Jahr 2016 die Jugendorganisation Junarmija (Jugendarmee) per Präsidentenerlass gegründet.
In Schoigus Amtszeit als Verteidigungsminister fallen sowohl die militärische Unterstützung der Separatisten in der Ostukraine und die Annexion der Krim 2014 als auch das Eingreifen Russlands in den syrischen Bürgerkrieg auf Seiten des Assad-Regimes. Wegen der Intervention zugunsten der Separatisten im Donbass eröffnete die Ukraine 2014 ein strafrechtliches Ermittlungsverfahren gegen ihn.
Am 24. Februar 2022 begann unter Schoigus Führung der völkerrechtswidrige russische Überfall auf die Ukraine. Ab dem 11. März trat er nicht mehr öffentlich in Erscheinung. Bei einer Video-Sitzung des Sicherheitsrates der Russischen Föderation vom 24. März war er zu sehen, wobei z. T. davon ausgegangen wurde, dass es sich um eine Bildmontage handelte. Noch am selben Tag dementierte der Kreml Spekulationen über eine mögliche Abwesenheit Schoigus mitten im Krieg gegen die Ukraine mit der Bemerkung, der Verteidigungsminister habe „im Moment viel zu tun“. Ursache seiner Abwesenheit soll nach anderen Quellen ein Herzinfarkt gewesen sein. Das Verteidigungsministerium veröffentlichte am 26. März 2022 ein Video, in dem Schoigu auch erstmals wieder zu hören war.
Unter Schoigus direkter Verantwortung als Verteidigungsminister begingen russische Streitkräfte zahlreiche, teils systematisch organisierte Kriegsverbrechen an der ukrainischen Zivilbevölkerung und an ukrainischen Militärangehörigen beim russischen Überfall auf die Ukraine ab 24. Februar 2022, zum Beispiel das Massaker von Butscha.
Als russischer Verteidigungsminister hatte Sergei Schoigu zwölf Stellvertreter, von denen einer – Timur Iwanow – im April 2024 wegen Korruptionsvorwürfen verhaftet wurde.
Am 12. Mai 2024 wurde Schoigu von Wladimir Putin durch den bisherigen Vize-Regierungschef Andrei Beloussow im Rahmen der Neukonstituierung der Regierung nach der Präsidentschaftswahl im März 2024 ersetzt und erhielt daraufhin das Amt des Sekretärs (Chefs) des Nationalen Sicherheitsrates.

### Schoigus Söldnertruppe
Ende Dezember 2022 wurde in deutschsprachigen Medien darüber berichtet, dass Schoigu ähnlich der Gruppe Wagner eine eigene Söldnertruppe unterhalte und im Krieg gegen die Ukraine einsetze. Am 21. Februar 2023 folgten Medienberichte darüber, dass Wagner-Chef Prigoschin Schoigu Verrat vorwerfe, da seine Söldner Russland um Munition im Ukraine-Krieg anbetteln müssten und keine Luftunterstützung erhalten würden. Gleichzeitig zum Streit zwischen Prigoschin und Schoigu lobte Ramsan Kadyrow die Gruppe Wagner und kündigte an, selbst eine Söldnertruppe gründen zu wollen.

### Internationaler Haftbefehl wegen Kriegsverbrechen
Der Internationale Strafgerichtshof in Den Haag erließ am 25. Juni 2024 einen Haftbefehl gegen Schoigu. Hintergrund sind mögliche Kriegsverbrechen und Verbrechen gegen die Menschlichkeit durch die Russische Armee während seiner Zeit als Verteidigungsminister Russlands. Konkret legt ihm das Gericht gezielte Angriffe auf zivile Objekte sowie „unmenschliche Handlungen“ in der Ukraine zur Last. Am gleichen Tag erließ der IStGH auch einen Haftbefehl gegen den russischen Generalstabschef Armeegeneral Gerassimow.

## Privates
Schoigu war verheiratet und ist Vater zweier Töchter (* 1977 und 1991). Die jüngere Tochter Xenija wurde im Dezember 2020 zur Präsidentin des Russischen Triathlon-Verbandes gewählt. 2021 verkaufte sie laut The Daily Beast ihr IT-Start-up-Unternehmen Sistema SmartTech. Das erst knapp ein Jahr zuvor gegründete Unternehmen soll nach Angaben von The Daily Beast 2020 mehr als 3 Millionen US-Dollar erwirtschaftet haben. Schoigu besitzt angeblich ein Luxusanwesen im Nobelvorort Rubljowka bei Moskau.
Schoigu soll eine außereheliche Beziehung zu der ehemaligen Flugbegleiterin Elena Schebunowa gehabt haben. Dies geht aus Recherchen eines Teams um den im Februar 2024 in einem Straflager verstorbenen Oppositionspolitiker Alexei Nawalny hervor. Aus dieser seit den frühen 2000er Jahren bestehenden Beziehung sollen drei Kinder hervorgegangen sein. Eines davon soll der am 6. März 2001 geborene Sänger Sheba (bürgerlich Danila Sergejewitsch Schebunow) sein. Nawalnys Team kritisierte laut Medienberichten, während „die Altersgenossen von Schoigus Sohn in die Ukraine geschickt würden, um Menschen ‚abzuschlachten‘, bade dieser im Meer, schmeiße Partys und lebe ‚sein bestes Leben‘“.

## Sanktionen
Am 23. Februar 2022 setzte die Europäische Union Schoigu auf eine Sanktionsliste, am 25. Februar auch die US-Regierung.